# Nova Civitas (Vlaanderen)
Nova Civitas was een Vlaamsgezinde rechts-liberale denktank die wilde bijdragen tot de kennis over en het bevorderen van persoonlijke en economische vrijheid. Deze politieke club werd opgericht in 1993 en bleef actief tot ze in 2009 werd ontbonden om samen met de denktank Cassandra op te gaan in Libera!.

## Geschiedenis
In 1993 richtte Boudewijn Bouckaert Nova Civitas op naar aanleiding van de verruiming van de Vlaamse liberale partij waarbij de toenmalige Partij voor Vrijheid en Vooruitgang (PVV) werd herdoopt tot Vlaamse Liberalen en Democraten. Aanvankelijk leunde de denktank sterk aan bij de rechtervleugel van de VLD, maar stelde zich tegelijk zeer kritisch op tegenover de voortdurende vernieuwingsbeweging die er een grote volkspartij van wilde maken waardoor de partij meer naar het politieke centrum opschoof.
Nova Civitas was een vurig voorstander van klassiek liberalisme en zette zich af tegen de zogenaamde 'socialistische welvaartsstaat'. In haar afkeer van al wat progressief was en haar streven naar het revaloriseren van klassieke waarden als het gezin, vrij ondernemerschap, de rechtsstaat en Vlaams burgerschap in een Europees perspectief was Nova Civitas voor een aantal politieke thema's een objectieve bondgenoot van Nieuw-Vlaamse Alliantie en Vlaams Belang. De denktank had drie lokale afdelingen: één in Gent, één in Antwerpen en één in Brussel.
In 2006 verliet voorzitter Bouckaert de VLD en de denktank. In 2007 sloot hij zich aan bij Lijst Dedecker (LDD) en werd in 2009 verkozen in het Vlaams Parlement. Hierna besliste de nieuwe Nova Civitas voorzitter Werner Niemegeers om de nationale koepel en haar drie afdelingen definitief te ontbinden. Samen met Cassandra, de studiedienst en denktank van LDD, werd het gedachtegoed voortgezet in de nieuwe denktank Libera!.

## Prijs voor de Vrijheid
Van 2003 tot 2009 reikte Nova Civitas jaarlijks de Prijs voor de Vrijheid uit. Elke laureaat werd geacht bij de aanvaarding een Gustave de Molinari-lezing te houden. Sinds 2009 reikt Libera! deze prijs uit.
- 2003: Luuk van Middelaar, liberaal filosoof en publicist
- 2004: Ayaan Hirsi Ali, Nederlands Tweede Kamerlid voor de VVD
- 2005: Matthias Storme, hoogleraar en conservatief denker
- 2006: Alain Destexhe, Belgisch senator voor de MR
- 2007: Derk Jan Eppink, liberaal-conservatief journalist
- 2008: Urbanus, komiek en entertainer
- 2009: Mark Grammens, conservatief journalist